# C.O. Gjerløv-Knudsen
 Carl Oluf Gjerløv-Knudsen (28. januar 1892 i Horsens – 16. april 1980 i Birkerød) var en dansk arkitekt og forfatter. Hans hovedværk er de tidligere bygninger for Danmarks Tekniske Højskole i København, der nu anvendes af Københavns Universitet. Han var fader til møbelarkitekten Ole Gjerløv-Knudsen.

## Uddannelse
Gjerløv-Knudsen blev matematisk student 1912 og tog året efter filosofikum efterfulgt af 3 måneder ved murerhåndværket 1913 og studier ved Teknisk Skole 1913-1916. Han blev optaget på Kunstakademiet i september 1916 og tog afgang i januar 1923. Han var undervejs tegner hos Viggo Norn og med enkelte afbrydelser 1916-1923 hos Anton Rosen, der ligesom ham selv stammede fra Horsens. Han modtog Theophilus Hansens Legat 1921 og Dronning Alexandras Legat 1923 og for disse midler besøgte han fra 1920 og frem de fleste europæiske lande og Tyrkiet og Egypten 1922.

## Virke
Gjerløv-Knudsen gjorde sig bemærket allerede som arkitektstuderende ved sammen med Kay Fisker at vinde en konkurrence om et hotel i Bergen. Hotelprojektet var nyklassicistisk ligesom hans hovedværk Danmarks Tekniske Højskole kom til at blive. Den polytekniske læreanstalt, som han overtog projekteringen af i 1929 efter Anton Rosens død, blev hans største opgave. Institutionen er grupperet omkring en stor rotunde, som er inspireret af Christian 4.s Sankt Anna Rotunda, der stod her i sin ufærdige form. Komplekset er renset for pynt, men dets monumentale karakter var upopulært i den funktionalistiske periode, der fulgte i 1930'erne og 1940'erne.
Funktionalismen var dog ikke Gjerløv-Knudsen fremmed, hvilket hans bygninger for Danmarks Akvarium i Charlottenlund og en række villaer bevidner. Hans produktion var præget af en moderne, rationel-kunstnerisk indstilling. Ideen om terrassehuse, som han har arbejdet særlig meget med, kom han selvstændigt ind på i første halvdel af 1920'erne
Han oprettede og ledede (sammen med maler Elof Risebye og billedhugger Paul Kiærskou) Privat-Akademiet 1923-1925, var lektor i husbygning. og byplanlægning ved Danmarks Tekniske Højskole fra 1936, udnævnt til docent samme sted. Derefter blev undervisning og forskning hans hovedbeskæftigelse. Han var optaget af filosofiske, samfundsmæssige og kunstneriske spørgsmål, hvilket mundede ud i en lang række mindre skrifter. Allerede i 1960'erne blev han opmærksom på globale miljø- og resourceproblemer og udgav herefter talrige pamfletter om dette emne. 
Fra 1946 var han medlem af Statens Materialprøveråd fra 1936, af Dansk Standardiseringsråds Udvalg for Tegnenormer, af bestyrelsen for Laboratoriet for Lydteknik, af Akademisk Arkitektforenings og Kunstakademiets Udvalg vedrørende Bygningsforskning. Han var Ridder af 1. grad af Dannebrog.

## Udstillinger
- Charlottenborg Forårsudstilling 1919-1932
- Akademisk Arkitektforenings udstilling i Industriforeningen 1926
- Vandreudstilling for arkitektur og kunsthåndværk i Schweiz 1926
- Brooklyn Museum, New York 1927
- Bygge- og Boligudstilling i Forum 1929

## Værker
- Div. opgaver (maskinhus, fabrikstårn, kontorbygning, ombygningen af privatlejlighed) for C.J. Aggerbeck, Horsens (1920-23)
- Gymnastikbygning for Horsens Private Realskole
- Ejendommen Vestervigvej 7, Vanløse (1929)
- Danmarks Tekniske Højskole, Øster Voldgade, København (1929-54, også inventar)
- Danmarks Akvarium, Charlottenlund (1939, også inventar)
- Dansk Bilharziose Laboratorium, Charlottenlund
- Statsprøveanstaltens udvidelse, Amager Boulevard (nedrevet)
- Direktoratet for Patent- og Varemærkevæsenet, Nyropsgade/Herholdtsgade, København (1941, også inventar)
- Villa, Vermehrensvej 8, Klampenborg (1931)
- Villa, Vermehrensvej 6 (1934, eget hus)
- Villa, Poppelhøj 7, Hellerup (1932)
- Villa, Skovalleen 85, Bagsværd (1937)

### Projekter
- Hotel i Bergen (1. præmie, 1919, sammen med Kay Fisker)
- Byplanforslag bl.a.: Horsens (1938-1942, sammen med Egil Fischer)
- Tivoli, Banegårdsterrænet samt Vandforsyningens tilgrænsede arealer (1925, 1926, 1927, 1931, 1932)

### Litterære arbejder
- Er en rationel Kunstundervisning mulig? (1925)
- Terrassehuse til Beboelse og Sanatorier, 4 hæfter (1925-26)
- Hæfte vedrørende Kirketyper (1939)
- Husbygningsteknik (sammen med H. Bonnesen, 1948)
- Byplanlægning (1949)
- Bygningskunstens Formlære (1950 og 1963)
- Teknikken som Kulturfaktor (1951)
- Arkitekter og Bygningsingeniører, Formlæren i studiet (1952)
- Form som enhedsbegreb 1953)
- Formens Filosofi (1956)
- Hovedlinier i formens filosofi 1958)
- Essays (1958)
- Ligestillede behovtilfredsstillende midler (1959)
- Komedie eller Tragedie, Aforismer (1959)
- The Philosophy of Form (1962)
- Equivalent Means of Meeting a Demand (1962)
- Deliver us from further Progress (1962)
- Fri os for flere fremskridt (1962)
- Projekter der ikke blev realiseret (1962)
- The Day of Reckoning (1964)
- Mennesket leger med ilden (1965)
- Man Plays with Fire (1965)
- To Essays (1965)
- Worldwide Collapse or Global Co-Existence (1966)
- God bedring (1967)
- En samfundsøkonomi (1967)
- Adfærd og ansvar (1969)
- Behaviour and Responsibility (1969)
- Handling efterlyses (1971)
- På vej mod år 2000 (1973)